# Plateros, Mexiko
Plateros är en ort i Mexiko.   Den ligger i kommunen Fresnillo och delstaten Zacatecas, i den centrala delen av landet, 600 km nordväst om huvudstaden Mexico City. Plateros ligger 2 175 meter över havet och antalet invånare är 4 158.
Terrängen runt Plateros är lite kuperad. Runt Plateros är det ganska glesbefolkat, med 38 invånare per kvadratkilometer. Närmaste större samhälle är Fresnillo, 6,1 km sydväst om Plateros. Omgivningarna runt Plateros är i huvudsak ett öppet busklandskap.